# 야마토촌 (지바현)
야마토촌(大和村)은 지바현 산부군에 일찍이 존재했던 촌이다. 
현재의 도가네시 남부, 오아미시라사토시 북서부에 해당한다.

## 역사
- 1889년 4월 1일 - 정촌제 시행에 의해 야마베군 야마토촌이 성립하였다.
- 1897년 4월 1일 - 야마베군이 폐지되어 산부군이 성립해 산부군 야마토촌이 되었다.
- 1953년 4월 1일 - 분할편입에 의해  다나카, 후쿠다와라, 야마구치의 일부는 도가네정에 편입되었고, 고니시, 요안지, 야마구치의 잔부가 오아미정에 편입되었다.

## 교통

### 철도
- 국철(현 JR동일본)
  - 도가네 선